# Five Nations 1974
Die Ausgabe 1974 des jährlich ausgetragenen Rugby-Union-Turniers Five Nations (seit 2000 Six Nations) fand an fünf Spieltagen zwischen dem 19. Januar und dem 16. März statt. Turniersieger wurde Irland.

## Teilnehmer
| Land       | Stadion             | Stadt     | Trainer        | Kapitän                  |
| ---------- | ------------------- | --------- | -------------- | ------------------------ |
| England    | Twickenham Stadium  | London    | John Elders    | John Pullin              |
| Frankreich | Parc des Princes    | Paris     | Jean Desclaux  | Max Barrau / Élie Cester |
| Irland     | Lansdowne Road      | Dublin    | Syd Millar     | Willie John McBride      |
| Schottland | Murrayfield Stadium | Edinburgh | Bill Dickinson | Ian McLauchlan           |
| Wales      | Cardiff Arms Park   | Cardiff   | Clive Rowlands | Gareth Edwards           |

## Tabelle
|    | Land       | Spiele | Siege | Unent. | Ndlg. | Spiel- punkte | Diff. | Tabellen- punkte |
| -- | ---------- | ------ | ----- | ------ | ----- | ------------- | ----- | ---------------- |
| 1. | Irland     | 4      | 2     | 1      | 1     | 50:45         | + 5   | 5                |
| 2. | Schottland | 4      | 2     | 0      | 2     | 41:35         | + 6   | 4                |
| 2. | Wales      | 4      | 1     | 2      | 1     | 43:41         | + 2   | 4                |
| 2. | Frankreich | 4      | 1     | 2      | 1     | 43:53         | − 10  | 4                |
| 5. | England    | 4      | 1     | 1      | 2     | 63:66         | − 3   | 3                |

## Ergebnisse

### Erste Runde
| 19. Januar 1974 | Frankreich                                                | 9 : 6         | Irland                 | Parc des Princes, Paris Zuschauer: 43.694 Schiedsrichter: Alan Hosie (Schottland) |
| 19. Januar 1974 | Versuche: Boffelli Erhöhungen: Aguirre Straftritte: Bérot | (0:3) Bericht | Straftritte: Ensor (2) | Parc des Princes, Paris Zuschauer: 43.694 Schiedsrichter: Alan Hosie (Schottland) |

| 19. Januar 1974 | Wales                                | 6 : 0         | Schottland | Cardiff Arms Park, Cardiff Schiedsrichter: R. F. Johnson (England) |
| 19. Januar 1974 | Versuche: Cobner Erhöhungen: Bennett | (6:0) Bericht |            | Cardiff Arms Park, Cardiff Schiedsrichter: R. F. Johnson (England) |

### Zweite Runde
| 2. Februar 1974 | Irland                 | 9 : 9         | Wales                                                             | Lansdowne Road, Dublin Schiedsrichter: Ken Patterson (England) |
| 2. Februar 1974 | Straftritte: Ensor (3) | (0:6) Bericht | Versuche: J. J. Williams Erhöhungen: Bennett Straftritte: Bennett | Lansdowne Road, Dublin Schiedsrichter: Ken Patterson (England) |

| 2. Februar 1974 | Schottland                                                         | 16 : 14       | England                                                        | Murrayfield Stadium, Edinburgh Schiedsrichter: Jacques Saint-Guilhem (Frankreich) |
| 2. Februar 1974 | Versuche: Irvine Lauder Erhöhungen: Irvine Straftritte: Irvine (2) | (9:7) Bericht | Versuche: Cotton Neary Straftritte: Old Dropgoals: Rossborough | Murrayfield Stadium, Edinburgh Schiedsrichter: Jacques Saint-Guilhem (Frankreich) |

### Dritte Runde
| 16. Februar 1974 | Wales                                                                | 16 : 16         | Frankreich                                            | Cardiff Arms Park, Cardiff Zuschauer: 60.000 Schiedsrichter: Norman Sanson (Schottland) |
| 16. Februar 1974 | Versuche: J. J. Williams Straftritte: Bennett (3) Dropgoals: Edwards | (13:13) Bericht | Versuche: Lux Straftritte: Romeu (3) Dropgoals: Romeu | Cardiff Arms Park, Cardiff Zuschauer: 60.000 Schiedsrichter: Norman Sanson (Schottland) |

| 16. Februar 1974 | England                                                | 21 : 26        | Irland                                                                                    | Twickenham Stadium, London Schiedsrichter: Meirion Joseph (Wales) |
| 16. Februar 1974 | Versuche: Squires Erhöhungen: Old Straftritte: Old (5) | (6:10) Bericht | Versuche: Gibson Moloney Moore Erhöhungen: Gibson (2) Straftritte: Ensor Dropgoals: Quinn | Twickenham Stadium, London Schiedsrichter: Meirion Joseph (Wales) |

### Vierte Runde
| 2. März 1974 | Irland                                                      | 9 : 6         | Schottland              | Lansdowne Road, Dublin Schiedsrichter: Francis Palmade (Frankreich) |
| 2. März 1974 | Versuche: Milliken Erhöhungen: Gibson Straftritte: McKinney | (9:0) Bericht | Straftritte: Irvine (2) | Lansdowne Road, Dublin Schiedsrichter: Francis Palmade (Frankreich) |

| 2. März 1974 | Frankreich                                                            | 12 : 12       | England                                                             | Parc des Princes, Paris Zuschauer: 43.964 Schiedsrichter: Jeffrey Kelleher |
| 2. März 1974 | Versuche: Romeu Erhöhungen: Romeu Straftritte: Romeu Dropgoals: Romeu | (6:0) Bericht | Versuche: Duckham Erhöhungen: Old Straftritte: Old Dropgoals: Evans | Parc des Princes, Paris Zuschauer: 43.964 Schiedsrichter: Jeffrey Kelleher |

### Fünfte Runde
| 16. März 1974 | Schottland                                                              | 19 : 6        | Frankreich                          | Murrayfield Stadium, Edinburgh Zuschauer: 60.000 Schiedsrichter: Ken Clark (Irland) |
| 16. März 1974 | Versuche: Dick McHarg Erhöhungen: Irvine Straftritte: Irvine (2) Morgan | (9:3) Bericht | Straftritte: Romeu Dropgoals: Romeu | Murrayfield Stadium, Edinburgh Zuschauer: 60.000 Schiedsrichter: Ken Clark (Irland) |

| 16. März 1974 | England                                                       | 16 : 12       | Wales                                                         | Twickenham Stadium, London Schiedsrichter: John West (Irland) |
| 16. März 1974 | Versuche: Duckham Ripley Erhöhungen: Old Straftritte: Old (2) | (7:9) Bericht | Versuche: Davies Erhöhungen: Bennett Straftritte: Bennett (2) | Twickenham Stadium, London Schiedsrichter: John West (Irland) |